# Walter Fernandez
Walter Fernandez (født 20. august 1965 i Lausanne, Schweiz) er en schweizisk tidligere fodboldspiller (forsvarer). 
Fernandez spillede tre kampe og scorede ét mål for Schweiz' landshold, som han debuterede for i en venskabskamp mod Grækenland 8. marts 1995.